# Fairyland
Fairyland ist eine französische Symphonic-Power-Metal-Band.

## Geschichte
Die Band wurde 1998 in Frankreich unter dem Namen „Fantasia“ von Philippe Giordana und Willdric Lievin gegründet, die beide Fans von epischem und symphonischem Heavy Metal waren.
Das erste Demo Realm of Wonders erschien im Jahr 2000.
Für die Aufnahmen zum ersten Album wurden mit Anthony Parker (Heavenly) ein Gitarrist und Elisa C. Martin (Dark Moor) eine Sängerin verpflichtet. Unter neuem Namen wurde 2003 das Debüt Of Wars in Osyrhia veröffentlicht. Im Anschluss folgte eine Frankreich-Tour als Vorgruppe für Sonata Arctica sowie ein Auftritt auf dem Sweden Rock Festival.
2006 erschien das zweite Album The Fall of an Empire mit neuer Besetzung auf dem Label Napalm Records. Die Sängerin Elisa C. Martin wurde durch Max Leclerq ersetzt. Den Bass übernahm Thomas Cesario, am Schlagzeug saß nun Pierre-Emmanuel Desfray.
Nach einer weiteren Tour im Vorprogramm von Kamelot kam es zum Split zwischen den Band-Mitgliedern, was zur Folge hatte, dass alle außer Keyboarder Philippe Giordana die Band verließen.
Dieser machte jedoch weiter und veröffentlichte im März 2009 mit Score to a New Beginning das dritte Album, das ausschließlich mit Gastmusikern aufgenommen wurde. Elisa C. Martin kehrte ans Mikrofon zurück und teilte sich dieses unter anderem mit Georg Neuhauser von Serenity.
2020 erschien nach 11 Jahren das neue Album Osyrhianta, welches bereits 2018 angekündigt wurde.

## Stil
Die Musik von Fairyland ist eine Mischung aus Symphonic Metal und Power Metal, die vor allem durch das Keyboard-Spiel des Komponisten Philippe Giordana dominiert wird. Nicht selten gleicht der Aufbau der meisten Songs oder auch ganze Instrumentalstücke der Musik aus Film-Soundtracks. Das textliche Konzept handelt von der eigens kreierten Welt „Osyrhia“, von der auf jedem Album eine konzeptionelle Geschichte erzählt wird.

## Diskografie
- 2000: Realm of Wonders (Demo)
- 2003: Of Wars in Osyrhia (Album)
- 2006: The Fall of an Empire (Album)
- 2009: Score to a New Beginning (Album)
- 2020: Osyrhianta